# Harringia rousseleti
Harringia rousseleti is een raderdiertjessoort uit de familie Asplanchnidae. De wetenschappelijke naam van deze soort is voor het eerst geldig gepubliceerd in 1911 door Beauchamp.